# Andrena carinifrons
Andrena carinifrons är en biart som beskrevs av Morawitz 1876. Andrena carinifrons ingår i släktet sandbin, och familjen grävbin. Inga underarter finns listade i Catalogue of Life.